# My Back Pages
«My Back Pages» es una canción del músico estadounidense Bob Dylan, publicada en el álbum de estudio de 1964 Another Side of Bob Dylan.
«My Back Pages» es estilísticamente similar a sus primeras canciones protesta, integrada por una sola guitarra acústica y por su voz. Aun así, su letra, y en particular los versos "But I was so much older then / I'm younger than that now" (lo cual puede traducirse al español como "Pero yo era más viejo entonces / Soy más joven ahora"), parece marcar un rechazo de sus primeros ideales y la desilusión con la escena de la canción protesta a la que había sido asociada.
El descontento de Dylan con "el movimiento" había surgido en un discurso que dio en 1963, cuando Bob aceptó un premio del Comité de Emergencia de Libertades Civiles (ECLC) en Nueva York. Al respecto, Mike Marqusee escribió: "No hay otra canción en Another Side que aflija a los amigos de Dylan en el movimiento como "My Back Pages", en la que transmite la ruda incoherencia del ECLC entrometiéndose en la densidad organizada del arte. El refrán... debe ser uno de las mayores expresiones líricas de la apostasía política nunca antes escrita."
Otros no parecen estar totalmente de acuerdo con la interpretación de Marqusee, viendo el cambio en la filosofía de Dylan como una lenta transición. A favor de esta interpretación está el hecho de que Dylan aún interpretaba numerosas canciones compuestas antes de "My Back Pages". En una entrevista a la revista de la Universidad de Sheffield en mayo de 1965, Dylan realizaría el siguiente comentario acerca de la situación:

P: Tus canciones han cambiado en los últimos años. ¿Estás intentando conscientemente cambiar tu estilo, o dirías que es un desarrollo natural?
R: Oh, es un desarrollo natural, creo. La gran diferencia es que las canciones que escribí el último año, canciones como "Ballad in Plain D", son canciones que yo llamo de una dimensión, pero mis nuevas canciones tratan de explotar una tercera dimensión, ya sabes, hay más simbolismo, están escritas en más de un nivel.
P: ¿Cuánto tiempo te toma escribir una canción? Por ejemplo, "Hard Rain"
R: Bueno, escribí "Hard Rain" mientras estaba en la calle. Supongo que fue la primera canción en tres dimensiones que escribí. Me tomó sobre dos días.

## Versiones
"My Back Pages" ha sido versionada por numerosos artistas, entre los que figuran The Byrds, The Ramones, The Hollies, The Nice, Eric Johnson, The Box Tops, Carl Verheyen, Marshall Crenshaw y Steve Earle. Durante el concierto celebrado con motivo del trigésimo aniversario de la carrera musical de Dylan, George Harrison, Eric Clapton, Neil Young, Roger McGuinn y Tom Petty realizaron una versión de "My Back Pages" que fue extraído como sencillo promocional de The 30th Anniversary Concert Celebration en 1993.
Una versión en japonés realizada por The Magokoro Brothers fue incluida en la banda sonora de la película Anónimos.